# Kašava
Kašava település Csehországban, a Zlíni járásban. Kašava Držková, Hrobice, Vlčková, Podkopná Lhota, Ostrata, Zlín és Trnava településekkel határos. Lakosainak száma 1005 fő (2024. január 1.).

## Népesség
A település lakosságának változását az alábbi diagram mutatja:
| Lakosok száma | 690  | 813  | 829  | 926  | 851  | 893  | 902  | 924  | 893  | 1005 |
|               | 1869 | 1900 | 1921 | 1961 | 1980 | 2011 | 2016 | 2019 | 2021 | 2024 |